# Nicola Ransom
Nicola Ransom (Londra, 23 luglio 1971) è un'attrice tedesca.

## Filmografia

### Cinema
- Max und Julia, regia di Peter Fuchs (1998)
- Gate to Heaven, regia di Veit Helmer (2003)
- Not a Lovestory, regia di Aaron Allred (2004)

### Televisione
- Die letzte Chance, regia di Erwin Keusch (1999)
- Auf schmalem Grat, regia di Erwin Keusch (2000)
- Der Runner, regia di Michael Rowitz (2000)
- Max & Lisa – serie TV, 8 episodi (2000)
- Wahnsinnsweiber – serie TV (2001)
- Nicht ohne deine Liebe, regia di Sigi Rothemund (2002)
- Lolle (Berlin, Berlin) – serie TV, episodio 1x06 (2002)
- Der Duft des Geldes, regia di Karl Kases (2002)
- Eine unter Tausend, regia di Bodo Fürneisen (2004)
- Wolff - Un poliziotto a Berlino (Wolfs Revier) – serie TV, episodio 12x02 (2003)
- Nikola – serie TV, episodio 8x02 (2004)
- Liebe in der Warteschleife, regia di Dennis Satin (2004)
- Bianca (Bianca - Wege zum Glück) – serial TV, 224 puntate (2004-2005)
- Der Dicke – serie TV, episodio 1x02 (2005)
- SOKO Kitzbühel – serie TV, episodio 5x14 (2006)
- Julia - La strada per la felicità (Julia - Wege zum Glück) – serial TV, 33 puntate (2006)
- Rosamunde Pilcher – serie TV, episodio 1x65 (2007)
- Die Familienanwältin – serie TV, episodio 2x04 (2007)
- Guardia costiera (Küstenwache) – serie TV, episodio 11x10 (2007)
- Tatort – serie TV, episodio 1x688 (2008)
- Squadra speciale Lipsia (SOKO Leipzig) – serie TV, episodi 6x04-12x16 (2005, 2008)
- Ein starkes Team – serie TV, episodio 1x42 (2009)
- Liebe, Babys und Familienglück, regia di John Delbridge (2010)
- Glückstreffer - Anne und der Boxer, regia di Joseph Orr (2010)
- Last Cop - L'ultimo sbirro (Der letzte Bulle) – serie TV, episodio 2x06 (2011)
- SOKO Wismar – serie TV, episodio 9x01 (2012)
- Stralsund – serie TV, episodio 1x10 (2016)
- Outlander – serie TV, episodio 4x05 (2018)

## Programmi televisivi
- Die Johannes B. Kerner Show, regia di Ladislaus Kiraly e Volker Weicker (2005)
- Volle Kanne (2006, 2008)